# Inha Babakova
Inha Babakova (în ucraineană Інга Бабако́ва; născută Busin; n. 27 iunie 1967, Aşgabat, Republica Sovietică Socialistă Turkmenă, URSS) este o fostă atletă ucraineană, specializată în sărituri în înălțime.

## Carieră
Atleta s-a născut în RSS Turkmenă, având părinți din Lituania. S-a căsătorit cu un ucrainean și după dizolvarea Uniunii Sovietice a obținut cetățeniile ucraineană și lituaniană. S-a apucat de atletism la vărsta de 16 ani.
Din 1991 până în 1996 ea a obținut de patru ori medalia de bronz, la Campionatul Mondial de la Tokio, la Campionatul Mondial în sală de la Toronto, la Campionatul Mondial de la Göteborg și la Jocurile Olimpice de la Atlanta. În 1995 a trecut peste 2,05 m, stabilind un nou record național. Performanța ei a rezistat aproape 26 de ani, până când Iaroslava Mahucih a sărit peste 2,06 m.
În anul 1997 sportiva a câștigat medalia de argint la Campionatul Mondial în sală în urma bulgăroaicei Stefka Kostadinova, egalând recordul național în sală de doi metri. Tot în acel an, la Campionatul Mondial de la Atena, norvegianca Hanna Haugland, rusoaica Olga Kaliturina și Inha Babakova au fost la egalitate pe primul loc. Haugland a trecut de înălțime de departajare din prima încercare și Babakova a obținut din nou medalia de argint.
La Campionatul Mondial de la Sevilla din 1999 sportiva a cucerit medalia de aur în fața rusoaicele Elena Elesina și Svetlana Lapina. Anul următor s-a clasat pe locul 5 la Jocurile Olimpice de la Sydney. În 2001 a devenit vicecampioană mondială, atăt la Campionatul Mondial în sală de la Lisabona cât și la Campionatul Mondial în aer liber de la Edmonton. A mai participat la Jocurile Olimpice de la Atena din 2004 (locul 9) înainte de a se retrage din activitatea sportivă.
Sportiva a fost decorată cu Ordinul „Pentru Merit” clasa I.
Inha Babakova s-a stabilit în Austria unde a devenit antrenor de lot național.

## Realizări
| An                             | Competiție                     | Locație                        | Loc                            | Note                           |
| Reprezentând Uniunea Sovietică | Reprezentând Uniunea Sovietică | Reprezentând Uniunea Sovietică | Reprezentând Uniunea Sovietică | Reprezentând Uniunea Sovietică |
| ------------------------------ | ------------------------------ | ------------------------------ | ------------------------------ | ------------------------------ |
| 1991                           | Campionatul Mondial            | Tokio, Japonia                 | 3                              | 1,96 m                         |
| Reprezentând Ucraina           |                                |                                |                                |                                |
| 1993                           | Campionatul Mondial în sală    | Toronto, Canada                | 3                              | 2,00 m                         |
| 1994                           | Campionatul European           | Helsinki, Finlanda             | 4                              | 1,93 m                         |
| 1995                           | Campionatul Mondial            | Göteborg, Suedia               | 3                              | 1,99 m                         |
| 1996                           | Jocurile Olimpice              | Atlanta, Statele Unite         | 3                              | 2,01 m                         |
| 1997                           | Campionatul Mondial în sală    | Paris, Franța                  | 2                              | 2,00 m                         |
| 1997                           | Campionatul Mondial            | Atena, Grecia                  | 2                              | 1,96 m                         |
| 1999                           | Campionatul Mondial            | Sevilla, Spania                | 1                              | 1,99 m                         |
| 2000                           | Jocurile Olimpice              | Sydney, Australia              | 5                              | 1,96 m                         |
| 2001                           | Campionatul Mondial în sală    | Lisabona, Portugalia           | 2                              | 2,00 m                         |
| 2001                           | Campionatul Mondial            | Edmonton, Canada               | 2                              | 2,00 m                         |
| 2003                           | Campionatul Mondial în sală    | Birmingham, Marea Britanie     | 8                              | 1,92 m                         |
| 2003                           | Campionatul Mondial            | Paris, Franța                  | 15                             | 1,88 m                         |
| 2004                           | Jocurile Olimpice              | Atena, Grecia                  | 9                              | 1,93 m                         |

## Recorduri personale
| Probă                        | Performanță | Dată               | Locație |
| ---------------------------- | ----------- | ------------------ | ------- |
| Săritură în înălțime         | 2,05 m RN   | 15 septembrie 1995 | Tokio   |
| Săritură în înălțime în sală | 2,00 m      | 13 martie 1993     | Toronto |

## Legături externe
Materiale media legate de Inha Babakova la Wikimedia Commons
- en Inha Babakova la World Athletics
- en Inha Babakova la Olympedia.org
- en  Inha Babakova la athleticspodium.com